# Ronde van Luxemburg 2014
De 74e editie van de Ronde van Luxemburg vond in 2014 plaats van 4 tot en met 8 juni. De start en finish waren in de gelijknamige hoofdstad van Luxemburg; Luxemburg. De ronde maakte deel uit van de UCI Europe Tour 2014, in de categorie 2.HC. In 2013 won de Duitser Paul Martens. Deze editie werd gewonnen door de Deen Matti Breschel.

## Deelnemende ploegen
| WorldTour           | ProContinentaal     | Continentaal       |
| ------------------- | ------------------- | ------------------ |
| Lotto-Belisol       | Cofidis             | Differdange-Losch  |
| Tinkoff-Saxo        | Colombia            | Leopard DT         |
| Trek Factory Racing | MTN-Qhubeka         | Stölting           |
|                     | Neri Sottoli        | Wallonie-Bruxelles |
|                     | RusVelo             |                    |
|                     | Wanty-Groupe Gobert |                    |

## Startlijst
Lotto-Belisol
- 1.  Vegard Breen
- 2.  Jens Debusschere
- 3.  André Greipel
- 4.  Gregory Henderson
- 5.  Marcel Sieberg
- 6.  Boris Vallée
- 7.  Jonas Van Genechten
- 8.  Frederik Willems

Tinkoff-Saxo
- 11.  Manuele Boaro
- 12.  Matti Breschel
- 13.  Michael Kolář
- 14.  Marko Kump
- 15.  Michael Mørkøv
- 16.  Ivan Rovny
- 17.  Nikolaj Troesov
- 18.  Oliver Zaugg

Trek Factory Racing
- 21.  Laurent Didier
- 22.  Grégory Rast
- 23.  Andy Schleck
- 24.  Fränk Schleck
- 25.  Fábio Silvestre
- 26.  Jasper Stuyven
- 27.  Danny van Poppel
- 28.  Calvin Watson

Cofidis
- 31.  Julien Fouchard
- 32.  Egoitz García
- 33.  Romain Hardy
- 34.  Cyril Lemoine
- 35.  Guillaume Levarlet
- 36.  Rudy Molard
- 37.  Adrien Petit
- 38.  Edwig Cammaerts

Colombia
- 41.  Juan Esteban Arango
- 42.  Robinson Chalapud
- 43.  Edward Díaz
- 44.  Darwin Pantoja
- 45.  Jonathan Paredes
- 46.  Edwin Ávila
- 47.  Jarlinson Pantano
- 48.  Juan Pablo Valencia

MTN-Qhubeka
- 51.  Jacques Janse van Rensburg
- 52.  Linus Gerdemann
- 53.  Ignatas Konovalovas
- 54. —
- 55.  Andreas Stauff
- 56.  Daniel Teklehaimanot
- 57.  Jay Robert Thomson
- 58.  Jacobus Venter

RusVelo
- 61.  Ivan Balykin
- 62.  Sergej Firsanov
- 63.  Sergej Lagoetin
- 64.  Roman Majkin
- 65.  Artjom Ovetsjkin
- 66.  Kirill Pozdnjakov
- 67.  Andrej Solomennikov
- 68.  Ilnoer Zakarin

Wanty-Groupe Gobert
- 71.  Laurens De Vreese
- 72.  Thomas Degand
- 73.  Jean-Pierre Drucker
- 74.  Jan Ghyselinck
- 75.  Grégory Habeaux
- 76.  Björn Leukemans
- 77.  Mirko Selvaggi
- 78.  Kévin Van Melsen

Neri Sottoli
- 81.  Rafael Andriato
- 82.  Samuele Conti
- 83.  Luigi Miletta
- 84.  Roberto De Patre
- 85.  Francesco Failli
- 86.  Giuseppe Fonzi
- 87.  Tomás Gil
- 88.  Fabio Taborre

Wallonie-Bruxelles
- 91.  Maxime Anciaux
- 92.  Quentin Bertholet
- 93.  Sébastien Delfosse
- 94.  Tom Dernies
- 95.  Boris Dron
- 96.  Laurent Evrard
- 97.  Florent Mottet
- 98.  Julien Stassen

Leopard Development Team
- 101.  Patrick Olesen
- 102.  Dennis Coenen
- 103.  Kevin Feiereisen
- 104.  Alex Kirsch
- 105.  Matthias Plarre
- 106.  Pit Schlechter
- 107.  Tom Thill
- 108.  Joël Zangerle

Team Differdange-Losch
- 111.  César Bihel
- 112.  Johan Coenen
- 113.  Janis Dakteris
- 114.  Gediminas Kaupas
- 115.  Joaquín Sobrino
- 116.  Corrado Lampa
- 117.  Rubén Menéndez
- 118.  Diego Milán

Team Stölting
- 121.  Markus Eichler
- 122.  Silvio Herklotz
- 123.  Thomas Koep
- 124.  Christian Mager
- 125.  Nils Politt
- 126.  Mirco Saggiorato
- 127.  Juriy Vasyliv
- 128.  Phil Bauhaus

## Etappe-overzicht
| etappe  | datum  | start      | finish      | type      | afstand  | winnaar          | klassementsleider |
| ------- | ------ | ---------- | ----------- | --------- | -------- | ---------------- | ----------------- |
| Proloog | 4 juni | Luxemburg  | Luxemburg   | Proloog   | 2,55 km  | Danny van Poppel | Danny van Poppel  |
| 1e      | 5 juni | Luxemburg  | Hesperange  | Heuvelrit | 172,6 km | André Greipel    | Danny van Poppel  |
| 2e      | 6 juni | Rosport    | Schifflange | Heuvelrit | 157,4 km | Matti Breschel   | Jempy Drucker     |
| 3e      | 7 juni | Eschweiler | Differdange | Heuvelrit | 205,8 km | Matti Breschel   | Matti Breschel    |
| 4e      | 8 juni | Mersch     | Luxemburg   | Heuvelrit | 168,2 km | André Greipel    | Matti Breschel    |

## Etappe-uitslagen

### Proloog
| Luxemburg - Luxemburg (2,55 km) |                     |                     |       |
| Plaats                          | Naam                | Ploeg               | Tijd  |
| Winnaar                         | Danny van Poppel    | Trek Factory Racing | 3'58" |
| 2                               | Jempy Drucker       | Wanty-Groupe Gobert | + 4"  |
| 3                               | Alex Kirsch         | Leopard DT          | + 5"  |
| 4                               | Cyril Lemoine       | Cofidis             | + 8"  |
| 5                               | Adrien Petit        | Cofidis             | + 12" |
| 6                               | Silvio Herklotz     | Stölting            | + 13" |
| 7                               | Michael Mørkøv      | Tinkoff-Saxo        | z.t.  |
| 8                               | Marcel Sieberg      | Lotto-Belisol       | z.t.  |
| 9                               | Manuele Boaro       | Tinkoff-Saxo        | + 14" |
| 10                              | Andrej Solomennikov | RusVelo             | + 15" |
|                                 |                     |                     |       |
| 11                              | Sébastien Delfosse  | Wallonie-Bruxelles  | + 16" |

### 1e etappe
| Luxemburg - Hesperange (172,6 km) |                  |                     |          |
| Plaats                            | Naam             | Ploeg               | Tijd     |
| Winnaar                           | André Greipel    | Lotto-Belisol       | 3u34'03" |
| 2                                 | Michael Mørkøv   | Tinkoff-Saxo        | z.t.     |
| 3                                 | Danny van Poppel | Trek Factory Racing | z.t.     |
| 4                                 | Jempy Drucker    | Wanty-Groupe Gobert | z.t.     |
| 5                                 | Greg Henderson   | Lotto-Belisol       | z.t.     |
| 6                                 | Phil Bauhaus     | Stölting            | z.t.     |
| 7                                 | Jasper Stuyven   | Trek Factory Racing | z.t.     |
| 8                                 | Adrien Petit     | Cofidis             | z.t.     |
| 9                                 | Kevin Feiereisen | Leopard DT          | z.t.     |
| 10                                | Joaquín Sobrino  | Differdange-Losch   | z.t.     |

| Algemeen klassement |                     |                     |          |
| Plaats              | Naam                | Ploeg               | Tijd     |
| Gele trui           | Danny van Poppel    | Trek Factory Racing | 4u37'57" |
| 2                   | Jempy Drucker       | Wanty-Groupe Gobert | + 8"     |
| 3                   | Alex Kirsch         | Leopard DT          | + 9"     |
| 4                   | Michael Mørkøv      | Tinkoff-Saxo        | + 11"    |
| 5                   | Cyril Lemoine       | Cofidis             | + 12"    |
| 6                   | Adrien Petit        | Cofidis             | + 16"    |
| 7                   | Silvio Herklotz     | Stölting            | + 17"    |
| 8                   | Marcel Sieberg      | Lotto-Belisol       | z.t.     |
| 9                   | Manuele Boaro       | Tinkoff-Saxo        | + 18"    |
| 10                  | Andrej Solomennikov | RusVelo             | + 19"    |
|                     |                     |                     |          |
| 11                  | Sébastien Delfosse  | Wallonie-Bruxelles  | + 20"    |

### 2e etappe
| Rosport - Schifflange (157,4 km) |                  |                     |          |
| Plaats                           | Naam             | Ploeg               | Tijd     |
| Winnaar                          | Matti Breschel   | Tinkoff-Saxo        | 3u48'49" |
| 2                                | Sergej Lagoetin  | RusVelo             | z.t.     |
| 3                                | Jempy Drucker    | Wanty-Groupe Gobert | z.t.     |
| 4                                | Silvio Herklotz  | Stölting            | z.t.     |
| 5                                | Romain Hardy     | Cofidis             | z.t.     |
| 6                                | Michael Mørkøv   | Tinkoff-Saxo        | z.t.     |
| 7                                | Diego Milán      | Differdange-Losch   | + 4"     |
| 8                                | Laurent Evrard   | Wallonie-Bruxelles  | z.t.     |
| 9                                | Edwig Cammaerts  | Cofidis             | z.t.     |
| 10                               | Rudy Molard      | Cofidis             | z.t.     |
|                                  |                  |                     |          |
| 72                               | Danny van Poppel | Trek Factory Racing | + 1'55"  |

| Algemeen klassement |                    |                     |          |
| Plaats              | Naam               | Ploeg               | Tijd     |
| Gele trui           | Jempy Drucker      | Wanty-Groupe Gobert | 8u26'49" |
| 2                   | Michael Mørkøv     | Tinkoff-Saxo        | + 5"     |
| 3                   | Silvio Herklotz    | Stölting            | + 14"    |
| 4                   | Matti Breschel     | Tinkoff-Saxo        | z.t.     |
| 5                   | Cyril Lemoine      | Cofidis             | + 17"    |
| 6                   | Romain Hardy       | Cofidis             | + 22"    |
| 7                   | Rudy Molard        | Cofidis             | + 24"    |
| 8                   | Sébastien Delfosse | Wallonie-Bruxelles  | + 25"    |
| 9                   | Sergej Lagoetin    | RusVelo             | + 27"    |
| 10                  | Manuele Boaro      | Tinkoff-Saxo        | z.t.     |
|                     |                    |                     |          |
| 60                  | Danny van Poppel   | Trek Factory Racing | + 1'52"  |

### 3e etappe
| Eschweiler - Differdange (205,8 km) |                  |                     |          |
| Plaats                              | Naam             | Ploeg               | Tijd     |
| Winnaar                             | Matti Breschel   | Tinkoff-Saxo        | 5u27'10" |
| 2                                   | Rudy Molard      | Cofidis             | z.t.     |
| 3                                   | Sergej Lagoetin  | RusVelo             | z.t.     |
| 4                                   | Oliver Zaugg     | Tinkoff-Saxo        | z.t.     |
| 5                                   | Ivan Rovny       | Tinkoff-Saxo        | z.t.     |
| 6                                   | Michael Mørkøv   | Tinkoff-Saxo        | + 18"    |
| 7                                   | Jempy Drucker    | Wanty-Groupe Gobert | z.t.     |
| 8                                   | Linus Gerdemann  | MTN-Qhubeka         | z.t.     |
| 9                                   | Diego Milán      | Differdange-Losch   | z.t.     |
| 10                                  | Edwin Ávila      | Colombia            | z.t.     |
|                                     |                  |                     |          |
| 13                                  | Maxime Anciaux   | Wallonie-Bruxelles  | z.t.     |
| 86                                  | Danny van Poppel | Trek Factory Racing | + 14'26" |

| Algemeen klassement |                  |                     |           |
| Plaats              | Naam             | Ploeg               | Tijd      |
| Gele trui           | Matti Breschel   | Tinkoff-Saxo        | 13u54'02" |
| 2                   | Rudy Molard      | Cofidis             | + 15"     |
| 3                   | Jempy Drucker    | Wanty-Groupe Gobert | z.t.      |
| 4                   | Michael Mørkøv   | Tinkoff-Saxo        | + 17"     |
| 5                   | Sergej Lagoetin  | RusVelo             | + 20"     |
| 6                   | Silvio Herklotz  | Stölting            | + 29"     |
| 7                   | Romain Hardy     | Cofidis             | + 37"     |
| 8                   | Laurent Evrard   | Wallonie-Bruxelles  | + 42"     |
| 9                   | Fränk Schleck    | Trek Factory Racing | + 50"     |
| 10                  | Björn Leukemans  | Wanty-Groupe Gobert | + 55"     |
|                     |                  |                     |           |
| 80                  | Danny van Poppel | Trek Factory Racing | + 16'15"  |

### 4e etappe
| Mersch - Luxemburg (168,2 km) |                      |                     |          |
| Plaats                        | Naam                 | Ploeg               | Tijd     |
| Winnaar                       | André Greipel        | Lotto-Belisol       | 4u04'54" |
| 2                             | Matti Breschel       | Tinkoff-Saxo        | + 14"    |
| 3                             | Daniel Teklehaimanot | MTN-Qhubeka         | z.t.     |
| 4                             | Rudy Molard          | Cofidis             | z.t.     |
| 5                             | Silvio Herklotz      | Stölting            | z.t.     |
| 6                             | Björn Leukemans      | Wanty-Groupe Gobert | z.t.     |
| 7                             | Michael Mørkøv       | Tinkoff-Saxo        | z.t.     |
| 8                             | Fränk Schleck        | Trek Factory Racing | z.t.     |
| 9                             | Sergej Lagoetin      | RusVelo             | z.t.     |
| 10                            | Laurent Evrard       | Wallonie-Bruxelles  | z.t.     |

## Eindklassementen
| Plaats    | Naam                 | Ploeg               | Tijd      |
| --------- | -------------------- | ------------------- | --------- |
| Gele trui | Matti Breschel       | Tinkoff-Saxo        | 17u59'04" |
| 2         | Jempy Drucker        | Wanty-Groupe Gobert | + 19"     |
| 3         | Michael Mørkøv       | Tinkoff-Saxo        | + 20"     |
| 4         | Rudy Molard          | Cofidis             | + 21"     |
| 5         | Sergej Lagoetin      | RusVelo             | + 26"     |
| 6         | Silvio Herklotz      | Stölting            | + 36"     |
| 7         | Romain Hardy         | Cofidis             | + 43"     |
| 8         | Laurent Evrard       | Wallonie-Bruxelles  | + 48"     |
| 9         | Fränk Schleck        | Trek Factory Racing | + 56"     |
| 10        | Björn Leukemans      | Wanty-Groupe Gobert | + 1'01"   |
| 11        | Daniel Teklehaimanot | MTN-Qhubeka         | z.t.      |
| 12        | Joël Zangerlé        | Leopard DT          | + 1'04"   |
| 13        | Diego Milán          | Differdange-Losch   | + 1'06"   |
| 14        | Robinson Chalapud    | Colombia            | z.t.      |
| 15        | Vegard Breen         | Lotto-Belisol       | + 1'24"   |
| 16        | Ignatas Konovalovas  | MTN-Qhubeka         | + 1'30"   |
| 17        | Jarlinson Pantano    | Colombia            | + 1'36"   |
| 18        | Christian Mager      | Stölting            | + 1'39"   |
| 19        | Fabio Taborre        | Neri Sottoli        | + 1'44"   |
| 20        | César Bihel          | Differdange-Losch   | + 1'54"   |

| Plaats      | Naam            | Ploeg               | Punten |
| ----------- | --------------- | ------------------- | ------ |
| Blauwe trui | Matti Breschel  | Tinkoff-Saxo        | 56     |
| 2           | André Greipel   | Lotto-Belisol       | 40     |
| 3           | Michael Mørkøv  | Tinkoff-Saxo        | 35     |
|             |                 |                     |        |
| 10          | Björn Leukemans | Wanty-Groupe Gobert | 7      |

| Plaats      | Naam                       | Ploeg              | Punten |
| ----------- | -------------------------- | ------------------ | ------ |
| Groene trui | Tom Dernies                | Wallonie-Bruxelles | 25     |
| 2           | Boris Dron                 | Wallonie-Bruxelles | 21     |
| 3           | Jacques Janse Van Rensburg | MTN-Qhubeka        | 15     |

| Plaats     | Naam            | Ploeg              | Tijd      |
| ---------- | --------------- | ------------------ | --------- |
| Witte trui | Rudy Molard     | Cofidis            | 17u59'25" |
| 2          | Silvio Herklotz | Stölting           | + 14"     |
| 3          | Laurent Evrard  | Wallonie-Bruxelles | + 27"     |

| Plaats | Ploeg               | Tijd      |
| ------ | ------------------- | --------- |
|        | Tinkoff-Saxo        | 53u59'20" |
| 2      | Stölting            | + 2'06"   |
| 3      | Differdange-Losch   | + 2'09"   |
|        |                     |           |
| 4      | Wanty-Groupe Gobert | + 2'37"   |

## Klassementenverloop
| Etappe       | Winnaar          | Algemeen klassement · | Puntenklassement · | Bergklassement · | Jongerenklassement · | Ploegenklassement |
| ------------ | ---------------- | --------------------- | ------------------ | ---------------- | -------------------- | ----------------- |
| P            | Danny van Poppel | Danny van Poppel      | niet uitgereikt    | niet uitgereikt  | Danny van Poppel     | Cofidis           |
| 1            | André Greipel    | Danny van Poppel      | André Greipel      | Giuseppe Fonzi   | Danny van Poppel     | Cofidis           |
| 2            | Matti Breschel   | Jempy Drucker         | Jempy Drucker      | Boris Dron       | Silvio Herklotz      | Cofidis           |
| 3            | Matti Breschel   | Matti Breschel        | Matti Breschel     | Tom Dernies      | Rudy Molard          | Tinkoff-Saxo      |
| 4            | André Greipel    | Matti Breschel        | Matti Breschel     | Tom Dernies      | Rudy Molard          | Tinkoff-Saxo      |
| 0Eindstanden | 0Eindstanden     | Matti Breschel        | Matti Breschel     | Tom Dernies      | Rudy Molard          | Tinkoff-Saxo      |

## UCI Europe Tour
In deze Ronde van Luxemburg waren punten te verdienen voor de ranking in de UCI Europe Tour 2014. Enkel renners die uitkwamen voor een (pro-)continentale ploeg, maakten aanspraak om punten te verdienen.
| Positie                      | 1e  | 2e | 3e | 4e | 5e | 6e | 7e | 8e | 9e | 10e | 11e | 12e | 13e | 14e | 15e |
| Eindklassement               | 100 | 70 | 40 | 30 | 25 | 20 | 15 | 10 | 9  | 8   | 7   | 6   | 5   | 4   | 3   |
| Per etappe                   | 20  | 14 | 8  | 7  | 6  | 5  | 4  | 2  |    |     |     |     |     |     |     |
| Drager leiderstrui (per dag) | 10  |    |    |    |    |    |    |    |    |     |     |     |     |     |     |

| #  | Renner               | Ploeg               | Punten |
| -- | -------------------- | ------------------- | ------ |
| 1  | Jempy Drucker        | Wanty-Groupe Gobert | 113    |
| 2  | Rudy Molard          | Cofidis             | 51     |
| 3  | Sergej Lagoetin      | RusVelo             | 48     |
| 4  | Silvio Herklotz      | Stölting            | 38     |
| 5  | Romain Hardy         | Cofidis             | 21     |
| 6  | Daniel Teklehaimanot | MTN-Qhubeka         | 15     |
| 7  | Björn Leukemans      | Wanty-Groupe Gobert | 13     |
| 8  | Laurent Evrard       | Wallonie-Bruxelles  | 12     |
| 9  | Diego Milán          | Differdange-Losch   | 9      |
| 10 | Alex Kirsch          | Leopard DT          | 8      |
| 10 | Adrien Petit         | Cofidis             | 8      |
| 12 | Cyril Lemoine        | Cofidis             | 7      |
| 13 | Joël Zangerlé        | Leopard DT          | 6      |
| 14 | Phil Bauhaus         | Stölting            | 5      |
| 15 | Robinson Chalapud    | Colombia            | 4      |
| 16 | Linus Gerdemann      | MTN-Qhubeka         | 2      |

1935 · 
1936 · 
1937 · 
1938 · 
1939 · 
1940 · 
1941 · 
1942 · 
1943 · 
1944 · 
1945 · 
1946 · 
1947 · 
1948 · 
1949 · 
1950 · 
1951 · 
1952 · 
1953 · 
1954 · 
1955 · 
1956 · 
1957 · 
1958 · 
1959 · 
1960 · 
1961 · 
1962 · 
1963 · 
1964 · 
1965 · 
1966 · 
1967 · 
1968 · 
1969 · 
1970 · 
1971 · 
1972 · 
1973 · 
1974 · 
1975 · 
1976 · 
1977 · 
1978 · 
1979 · 
1980 · 
1981 · 
1982 · 
1983 · 
1984 · 
1985 · 
1986 · 
1987 · 
1988 · 
1989 · 
1990 · 
1991 · 
1992 · 
1993 · 
1994 · 
1995 · 
1996 · 
1997 · 
1998 · 
1999 · 
2000 · 
2001 · 
2002 · 
2003 · 
2004 · 
2005 · 
2006 · 
2007 · 
2008 · 
2009 · 
2010 · 
2011 · 
2012 · 
2013 · 
2014 ·
2015 ·
2016 ·
2017 ·
2018 ·
2019 ·
2020 ·
2021 · 2022 · 2023 · 2024
Etappewedstrijden

 Ster van Bessèges ·
 Ronde van de Middellandse Zee ·
 Ruta del Sol ·
 Ronde van de Algarve ·
 Ronde van de Haut-Var ·
 Driedaagse van West-Vlaanderen ·
 Internationale Wielerweek ·
 Internationaal Wegcriterium ·
 Driedaagse van De Panne-Koksijde ·
 Ronde van de Sarthe ·
 Ronde van Trentino ·
 Ronde van Turkije ·
 Vierdaagse van Duinkerke ·
 Ronde van Azerbeidzjan ·
 Szlakiem Grodów Piastowskich ·
 Ronde van Castilië en León ·
 Ronde van Picardië ·
 Ronde van Noorwegen ·
 World Ports Classic ·
 Ronde van Beieren ·
 Ronde van België ·
 Tour des Fjords ·
 Ronde van Estland ·
 Ronde van Luxemburg ·
 Boucles de la Mayenne ·
 Ster ZLM Toer ·
 Ronde van Slovenië ·
 Route du Sud ·
 Ronde van Oostenrijk ·
 Sibiu Cycling Tour ·
 Ronde van Wallonië ·
 Ronde van Portugal ·
 Ronde van Denemarken ·
 Ronde van de Ain ·
 Ronde van Burgos ·
 Arctic Race of Norway ·
 Ronde van de Limousin ·
 Ronde van Poitou-Charentes ·
 Ronde van Groot-Brittannië ·
 Ronde van Gévaudan Languedoc-Roussillon ·
 Eurométropole Tour
Eendaagse wedstrijden

 GP La Marseillaise ·
 Grote Prijs van de Etruskische Kust ·
 Trofeo Palma ·
 Trofeo Ses Salines ·
 Trofeo Serra de Tramuntana ·
 Trofeo Platja de Muro ·
 Trofeo Laigueglia ·
 Ronde van Murcia ·
 Omloop Het Nieuwsblad ·
 Classic Sud Ardèche ·
 GP Lugano ·
 Clásica de Almería ·
 Kuurne-Brussel-Kuurne ·
 La Drôme Classic ·
 Le Samyn ·
 GP Città di Camaiore ·
 Strade Bianche ·
 Roma Maxima ·
 Ronde van Drenthe ·
 Dwars door Drenthe ·
 Nokere Koerse ·
 GP Nobili Rubinetterie ·
 Handzame Classic ·
 Classic Loire-Atlantique ·
 Grote Prijs van Cholet-Pays de Loire ·
 Dwars door Vlaanderen ·
 Route Adélie de Vitré ·
 Volta Limburg Classic ·
 Grote Prijs Miguel Indurain ·
 Ronde van La Rioja ·
 Scheldeprijs ·
 GP Cerami ·
 Klasika Primavera ·
 Parijs-Camembert ·
 Brabantse Pijl ·
 GP Denain ·
 Ronde van de Finistère ·
 Tro Bro Léon ·
 Ronde van Keulen ·
 La Roue Tourangelle ·
 Rund um den Finanzplatz Eschborn-Frankfurt ·
 Ronde van de Somme ·
 ProRace Berlin ·
 Grote Prijs van Plumelec ·
 Boucles de l'Aulne ·
 Ronde van Zeeland Seaports ·
 GP Kanton Aargau ·
 Ronde van Limburg ·
 Ronde van de Apennijnen ·
 Halle-Ingooigem ·
 Prueba Villafranca de Ordizia ·
 GP Industria & Artigianato-Larciano ·
 Ronde van Toscane ·
 Circuito de Getxo ·
 Polynormande ·
 RideLondon Classic ·
 GP Stad Zottegem ·
 Arnhem-Veenendaal Classic ·
 Châteauroux Classic de l'Indre ·
 Druivenkoers Overijse ·
 Brussels Cycling Classic ·
 GP Fourmies ·
 Ronde van de Doubs ·
 GP Jef Scherens ·
 Coppa Bernocchi ·
 GP van Wallonië ·
 Coppa Agostoni ·
 Ronde van de Drie Valleien ·
 Kampioenschap van Vlaanderen ·
 Grote Prijs Impanis-Van Petegem ·
 Memorial Marco Pantani ·
 GP Industria & Commercio di Prato ·
 GP van Isbergues ·
 Omloop van het Houtland ·
 Duo Normand ·
 Milaan-Turijn ·
 Ronde van het Münsterland ·
 Ronde van de Vendée ·
 Memorial Frank Vandenbroucke ·
 Coppa Sabatini ·
 Parijs-Bourges ·
 Ronde van Emilia ·
 Parijs-Tours ·
 GP Beghelli ·
 Nationale Sluitingsprijs ·
 Chrono des Nations